# ARBV Hannover

Wappen

Der Akademische Ruder- und Ballspielverein (ARBV) Hannover war ein Sportverein in Hannover und Vorläufer der Rudergemeinschaft Angaria Hannover.

## Geschichte
Am 31. Januar 1898 heftete Paul Boelcke, Vetter des späteren Kriegsfliegers Oswald Boelcke, an der Hannoverschen Universität einen Anschlag an das Schwarze Brett, in dem er sportbegeisterte Studenten zur Pflege des Fußballspieles suchte. Der Aufruf führte am 10. Februar zur Gründung des Akademischen Fußball-Clubs (AFC) Hannover in Gestalt einer Studentenverbindung.
Dieser Klub betrachtete sich als Neugründung des 1898 suspendierten und am 15. Januar 1886 gegründeten Vereins Akademischer Radfahrer. Die ersten Fußballspiele des AFC, der als erster Hannoverscher Fußballklub mit dem runden Leder und nicht mit dem Rugbyei spielte, fanden auf dem Waterlooplatz oder in der Steintormasch statt – später wurde auch auf der Radrennbahn am Pferdeturm gespielt. Am 1. Oktober 1898 wurde der AFC in Akademischer Ballspielverein (ABV) umbenannt.
Bei der Gründung des Verbandes Hannoverscher Ballspiel-Vereine (VHBV) 1903 wurde der erste Vorsitzende des Klubs Otto Hirseland auch Verbandsvorsitzender. Die erstmals ausgespielte Hannoversche Meisterschaft 1904 gewann der seit 1902 Akademischer Ruder- und Ballspielverein (ARBV) genannte Ex-AFC, der sich im vereinsinternen Streite seiner jüdischen Mitglieder entledigt hatte. Im Saisonverlauf hatte der ARBV den bald dominierenden FC Hannover 96 mit 6:1 geschlagen, was gleichzeitig die Teilnahme an der zum zweiten Male ausgerichteten Deutschen Meisterschaft des DFB bedeutete. Im Viertelfinale gingen dabei lediglich neun Hannoveraner mit 0:11 beim Vorläufer des Hamburger SV, dem SC Germania Hamburg unter, weil einige Aktive in der Nacht zuvor bei einer studentischen Kneipentour versackt waren, wobei es zu dem Spiel nahezu keine Aufzeichnungen gibt. So sind zum Beispiel die Torschützen nicht bekannt. Für den ARBV, dem sich die Mitglieder des Rugby-Vereins Eintracht angeschlossen hatten, bedeutete diese Pleite den ersten und einzigen Höhepunkt seiner Fußballgeschichte.
Im Folgejahr sicherte sich Hannover 96 die Meisterschaft in der Stadtliga, aus der sich der ARBV bereits wieder zurückgezogen hatte. Wie dem Vereinsnamen zu entnehmen ist, hatten die Mitglieder am standesgemäßeren Rudern Gefallen gefunden – vermutlich 1906 gab man das Fußballspiel endgültig auf, wobei sich der Klub seit dem 6. März 1906 nur noch Akademischer Ruderverein (ARV) nannte. Am 16. Juli 1927 erfolgte die Umbenennung in Akademische Ruderverbindung Angaria. Am 24. Februar 1936 erfolgte nach dem Verbot schließlich die Gründung der noch heute bestehenden Rudergemeinschaft Angaria Hannover, deren Grün im grün-weiß-roten Vereinswappen auf den Fußballrasen zurückzuführen ist.